# Biasca
Biasca (dříve italsky Abiasca) je obec (malé město) ve švýcarském kantonu Ticino, okresu Riviera, jehož je i hlavním sídlem. Nachází se v údolí řeky Ticino, asi 18 kilometrů severně od kantonálního hlavního města Bellinzony, v nadmořské výšce 301 metrů. Má přibližně 6 000 obyvatel.
Jde o jedno z nejvýznamnějších sídel v severní části kantonu Ticino a významný železniční uzel na Gotthardské dráze.

## Geografie

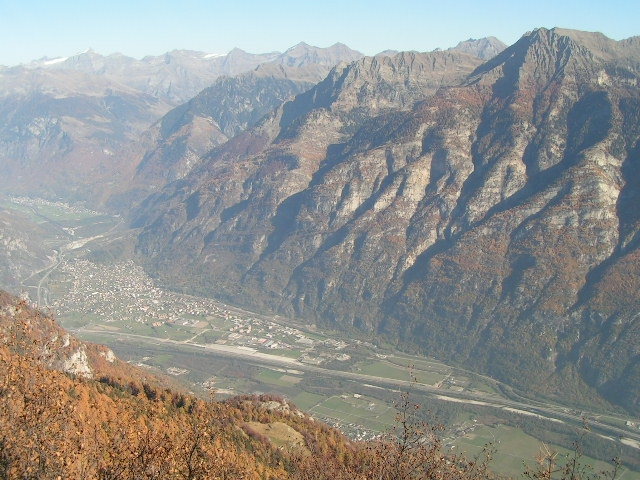
Pohled z okolních vrchů

Biasca leží v nadmořské výšce okolo 305 m u vstupu do údolí Blenio, na východním břehu řek Brenno a Ticino, které se zde spojují a odtékají na jih. Zóna osídlení městského typu se táhne v délce přes čtyři kilometry převážně od severu k jihu a je hustě a většinou samostatně zastavěná.
Na severu na historické centrum navazuje zóna s četnými rodinnými domy. Zasahuje až k sesuvnému kuželu Buzza di Biasca, vzniklém v důsledku přírodních dějů v 16. století. Severně od něj se nacházejí sportovní hřiště, štěrkovna a zpevněný a odvodněný zásyp z horniny ze stavby železničního tunelu. V této zóně, propojené mostem, se nachází přidružená osada Loderio. 2172 m vysoký vrch Matro zde vizuálně odděluje Leventinu od údolí Valle di Blenio. Biasca sousedí na severu s obcemi Semione a Malvaglia, které patří k obci Serravalle, a s obcí Pollegio. Mezi Biascou a Malvaglií se nachází chráněná záplavová oblast Leggiuna.
Na východě se terén okamžitě prudce zvedá a je překryt 2329 m vysokým vrcholem Pizzo Magn, jehož hřeben se zvedá až k 2956 m vysokému Torent Alto. Na terase mezi oběma vrcholy se ve výšce 2089 m nachází horské jezero Lago della Froda, které se vlévá do potoka Ri della Froda a napájí tři vodopády Cascata di Santa Petronilla naproti železniční stanici Biasca. Ve východní části obce se rozkládá údolí Val Pontirone s vesnicemi Pontironetto, Pontirone, Fontana, Mazzorino, které jsou již od roku 1950 celoročně neobydlené, a četné menší vesnice, z nichž většina zchátrala. Přes 2118 m vysoký průsmyk Giümela vede stará cesta pro mezky do vesnice Rossa v údolí Calanca v kantonu Graubünden.
Jižně od historického centra obce přechází obytná a nákupní zóna s četnými bytovými domy do průmyslové zóny, až se dno údolí podél řeky Ticino u Boscone zúží a dálnice A2 a kantonální silnice zaberou téměř celé dno údolí. Další most přes řeku Ticino se nachází mezi sousedními vesnicemi Osogna a Lodrino, patřícími pod obec Riviera.
Na západě je Biasca ohraničena řekami Brenno a Ticino, dálnicí a železniční tratí. Podél řeky Brenno se nachází vinice. Mosty spojují Biascu s obcemi Pollegio-Pasquerio a Iragna v obci Riviera. Nad sousední vesnicí Iragna se tyčí 2282 metrů vysoký vrchol Pizzo Ricuca. Na jeho úbočích se otevírají boční údolí Val d'Ambra na severu a Val d'Iragna na jihu.

## Historie

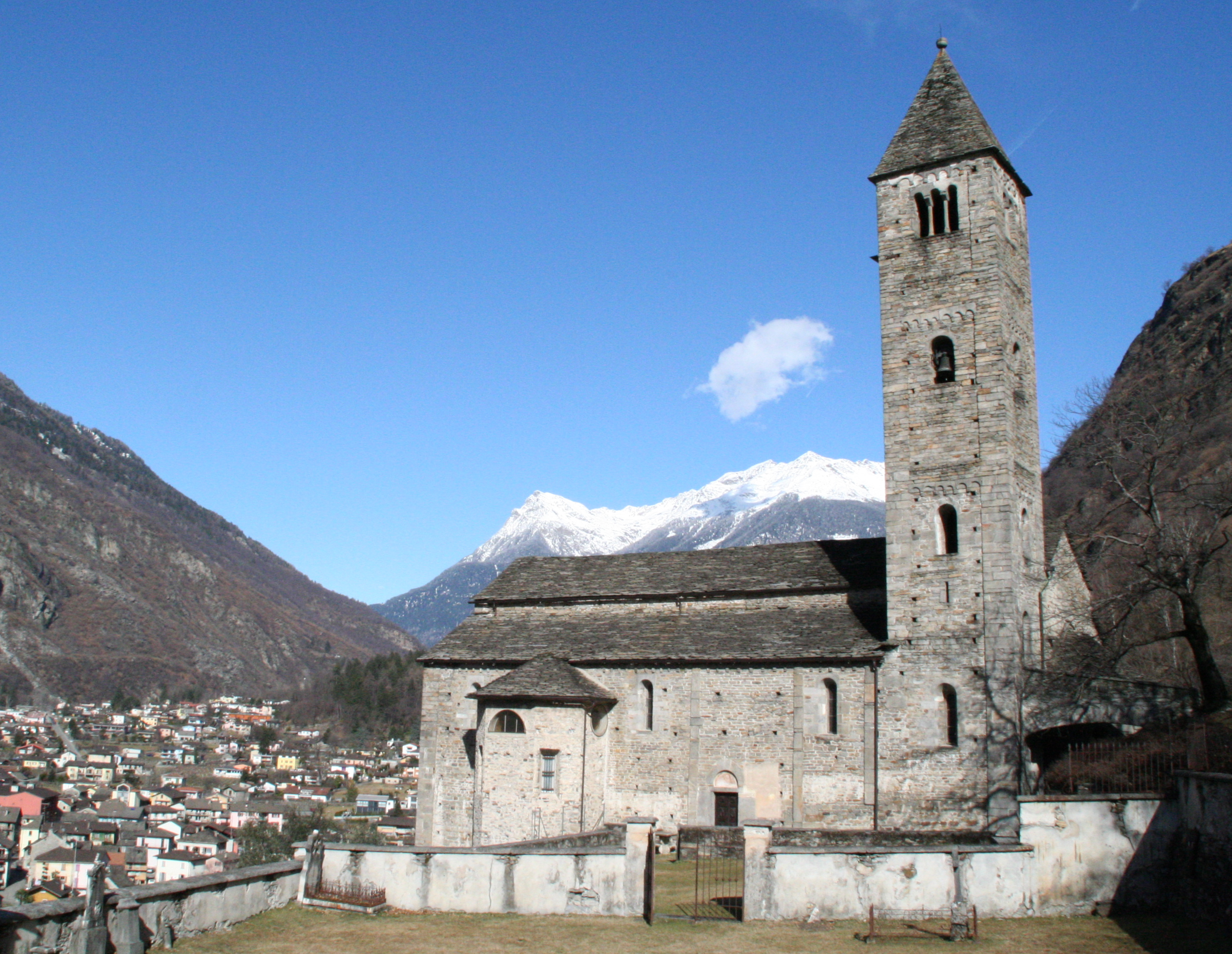
Kostel sv. Petra a Pavla

V oblasti dnešní Biascy žili lidé již v době Římské říše, jak dokazují nálezy mincí z doby Aureliana až Diokleciána. První zmínka o dnešní obci pochází z knihy Liber viventium opatství Pfäfers, napsané kolem roku 830, a to pod názvem Aviasca. Další významné písemné zmínky pocházejí z let 1119 (de Vallibus et Abiasca) a 1120 (in loco et fundo Abiasca). Kostel sv. Petra a Pavla (San Pietro e Paolo) pochází z 11. století. V roce 1213 je poprvé zmiňován jako farní kostel pro údolí Blenio, Leventina a Ticino. Kostel sv. Jakuba a Filipa (San Giacomo e Filippo), doložený k roku 1468, se stal obětí pozdější přírodní katastrofy. Od roku 948 do roku 1499, kdy Biasca patřila pod (v poslední fázi pouze nominální) vládu milánského arcibiskupství, přešla skutečná správa Biascy na rod Orelliů z Locarna, a to pravděpodobně již ve 12. století. Jejich vláda trvala přibližně do poloviny 14. století, kdy byla Biasca začleněna do území Viscontiů. Poté bylo město spolu s údolím Blenio postoupeno v léno rodu Pepoli z Boloně. Ve válečných konfliktech mezi původními švýcarskými kantony Viscontiů a spojenci Francesca Sforzy se jednotkám z Uri podařilo v roce 1495 získat kontrolu nad Biascou, která byla v roce 1500 začleněna do okresu Riviera se sídlem v Osogně. Následovalo přibližně 300 let „ochranné vlády“ kantonů Uri, Schwyz a Nidwalden, která se udržela až do konce starého režimu v roce 1798.

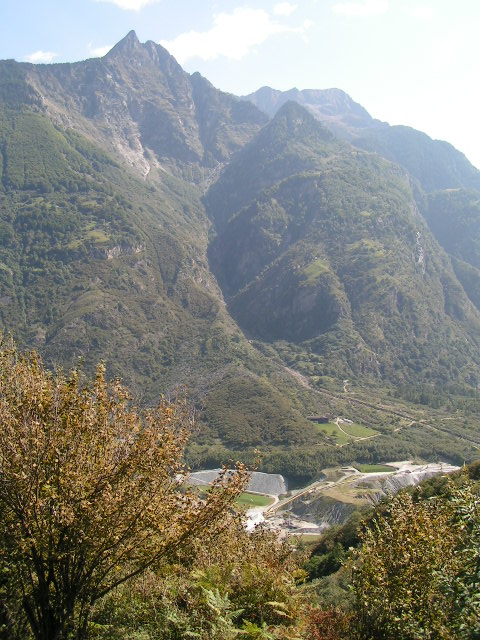
Sesuv Buzza di Biasca

Dne 30. září 1512 (nebo 1513, data jsou mezi historiky sporná) došlo pravděpodobně v důsledku zemětřesení k ničivému zřícení části hory Monte Crenone (dnes Pizzo Magn) do údolí Pontirone. Podle dobové kroniky Johannese Stumpfa zahynulo 600 lidí a 400 domů bylo zničeno. Řeka Brenno, přehrazená vrstvou suti, vysokou více než 60 metrů, pak vytvořila jezero dlouhé téměř 5 kilometrů a široké více než 1200 metrů s objemem vody 200 milionů m³, které zaplavilo velké části obcí Malvaglia a Semione. Přehradní nádrž, vytvořená po této události, známé jako Buzza di Biasca, se protrhla v roce 1514 nebo 1515 a vzniklá povodňová vlna zpustošila údolí Ticina až po Magadinskou nížinu a jezero Lago Maggiore. Poškození infrastruktury mělo následky po celá staletí. Leonardo da Vinci tuto událost zachytil v roce 1515 na kresbě Diluvio – potopa (dnes v Královské sbírce). V roce 1629 zemřelo v Biasce 140 lidí na mor. Město také pravidelně sužoval hlad a silné záplavy.
Během politických otřesů, které postihly celé Švýcarsko po Velké francouzské revoluci, spadala Biasca v době Helvétské republiky krátce pod správu kantonu Bellinzona a v současnosti patří do kantonu Ticino, který nově vznikl v roce 1803. Biasca, stejně jako okolní obce, se po staletí vyznačovala silným vystěhovalectvím. Až do roku 1870 tvořilo vesnici pouze jádro osady na úpatí kostela, dnešní Vecchio Borgo. V roce 1831 neměla Biasca s přibližně 1900 obyvateli žádnou školu a pouze 12 otců společně financovalo vychovatele pro své děti, obvykle pro syny. Přestože se to mělo s nástupem sílícího liberalismu změnit, vesnice v údolí Pontirone zůstaly až do roku 1850 bez školy. Dětská práce byla běžná. Z 57 párů, které si v letech 1856–1860 v Biasce daly manželský slib, podepsalo 40 žen a 18 mužů tzv. svatební smlouvu s křížkem.

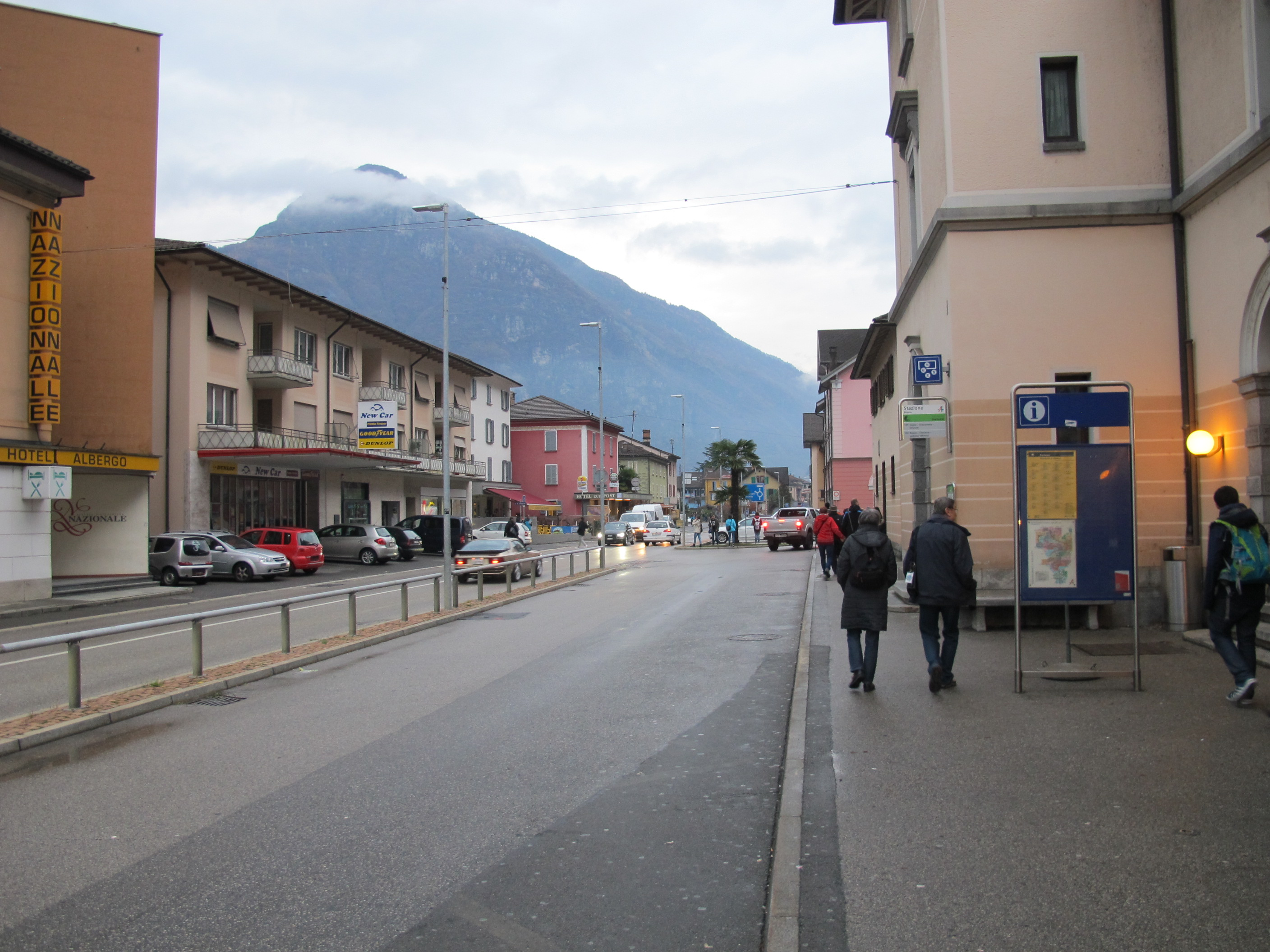
Přednádraží v Biasce

Biasca v roce 1953

V roce 1872 byl zahájen provoz na železniční trati Locarno–Biasca a v roce 1882 byla otevřena železniční trať přes Gotthardský průsmyk (Gotthardská dráha). V roce 1911 nahradila dopravu koňskými povozy do údolí Blenio železniční trať Biasca–Acquarossa. Dílny této společnosti, stejně jako četné lomy v okolí, chov bource morušového a provoz Gotthardské dráhy ve stanici Biasca, poskytovaly výdělek stovkám dělníků. V údolí Pontirone, na dnes již roztátém ledovci Torent Alto vysokém 2956 m, se lámal a vyvážel led jménem společnosti Società Anonima per l'Esportazione di Ghiaccio Naturale "La Cristallina", založené v roce 1897. Led byl dopravován lanovkami z ledovce v Büiònu, v nadmořské výšce 2000 až 2200 m, přes mýtinu Bòva (1330 m) do vesnice Pontirone (867 m) a odtud dolů do údolí. V roce 1905 nahradil 987 metrů dlouhý akvadukt z roku 1835 podzemní kanál. V letech 1906 až 1921 bylo v Biasce nejdůležitější seřaďovací nádraží švýcarských spolkových drah SBB v celém Ticinu, která bylo později přesunuto do Bellinzony. V té době začalo silné přistěhovalectví z Ticina a Itálie. V letech 1915–1961 došlo k 109 naturalizacím rodin a jednotlivců z Itálie. Ve stejné době se vylidnilo údolí Pontirone, kde byla v roce 1926 uzavřena škola. To vedlo k zastavění dna údolí, které bylo do té doby využíváno pro zemědělství.
V Biasce vzniklo ateistické a antiklerikální dělnické prostředí, které se zapojilo do socialistických, anarchistických a odborových organizací. Katastrofální pracovní podmínky v lomech vedly k založení prvního odborového svazu v Ticinu. Jejich noviny Lo scalpellino (česky „Kameník“) oslovovaly velké množství čtenářů. Prvním socialistickým starostou Biascy byl v roce 1920 zvolen Enrico Corti (1881–1920), který zemřel při nehodě několik měsíců po nástupu do funkce. Biasca byla až do roku 1952 řízena levicí. Tři komunističtí dobrovolníci z Biascy se na straně druhé španělské republiky zúčastnili boje proti pravicovým a fašistickým pučistům ve španělské občanské válce, což dnes připomíná pamětní deska odhalená v roce 1983 na ulici Via al Torchio. Biasca tak stála v kontrastu s liberálněji smýšlejícími obcemi Tre Valli. Prostředky na infrastrukturu z kantonu Ticino, kde rovněž převládali liberálové nebo někdy i katoličtí konzervativci, proto často proudily do rozvoje místní infrastruktury jen velmi omezeně. Ještě v roce 1980 měla Biasca nejvyšší podíl obyvatel bez vyznání ze všech obcí ve Švýcarsku. Demonstrací moci katolické církve je novorománský kostel San Carlo Borromeo, který je dosud dominantou města a byl postaven v letech 1891–1905 podle plánů milánského architekta Carla Macciacchiniho.

## Obyvatelstvo
| Rok            | 1602 | 1833 | 1850 | 1860 | 1880 | 1900 | 1950 | 1990 | 2000 | 2010 | 2020 |
| Počet obyvatel | 397  | 1912 | 2035 | 1942 | 2192 | 2733 | 2882 | 5673 | 5795 | 6080 | 6094 |

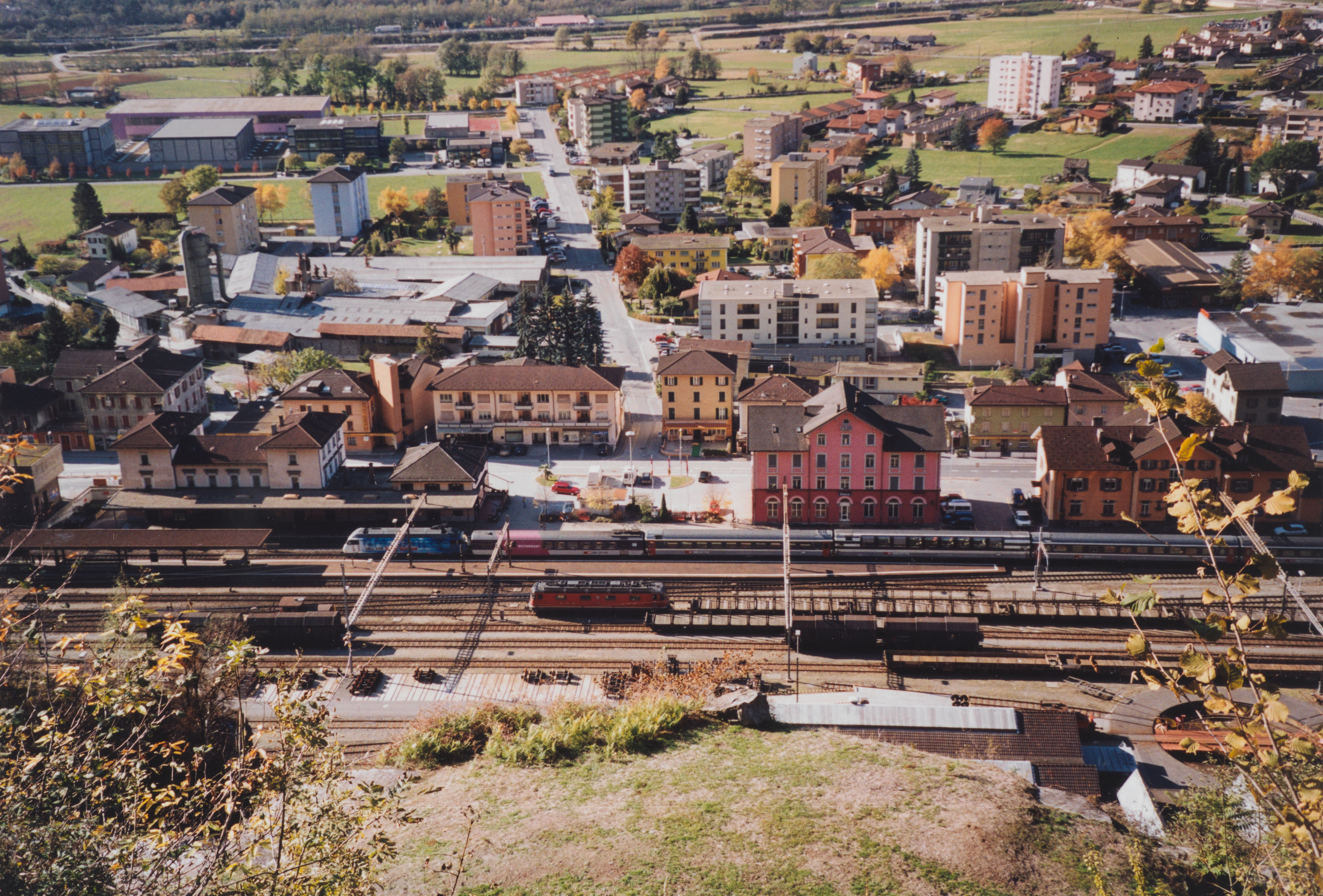
Železniční stanice Biasca

Údolí řeky Ticino je jednou z italsky mluvících oblastí Švýcarska. Hlavními používanými jazyky jsou tak švýcarská italština a ticinský dialekt, který má velmi blízko k lombardštině. Obyvatelé obce jsou převážně římští katolíci ambrosiánského ritu.
V bývalé železničářské kolonii u nádraží stojí malý dřevěný evangelický reformovaný kostel. Byl postaven v roce 1885 z iniciativy valdenského pastora Paola Calvina a byl prvním protestantským kostelem v kantonu Ticino. Dnes patří do společenství Comunità evangelica riformata di Bellinzona e dintorni (CERB).

## Doprava

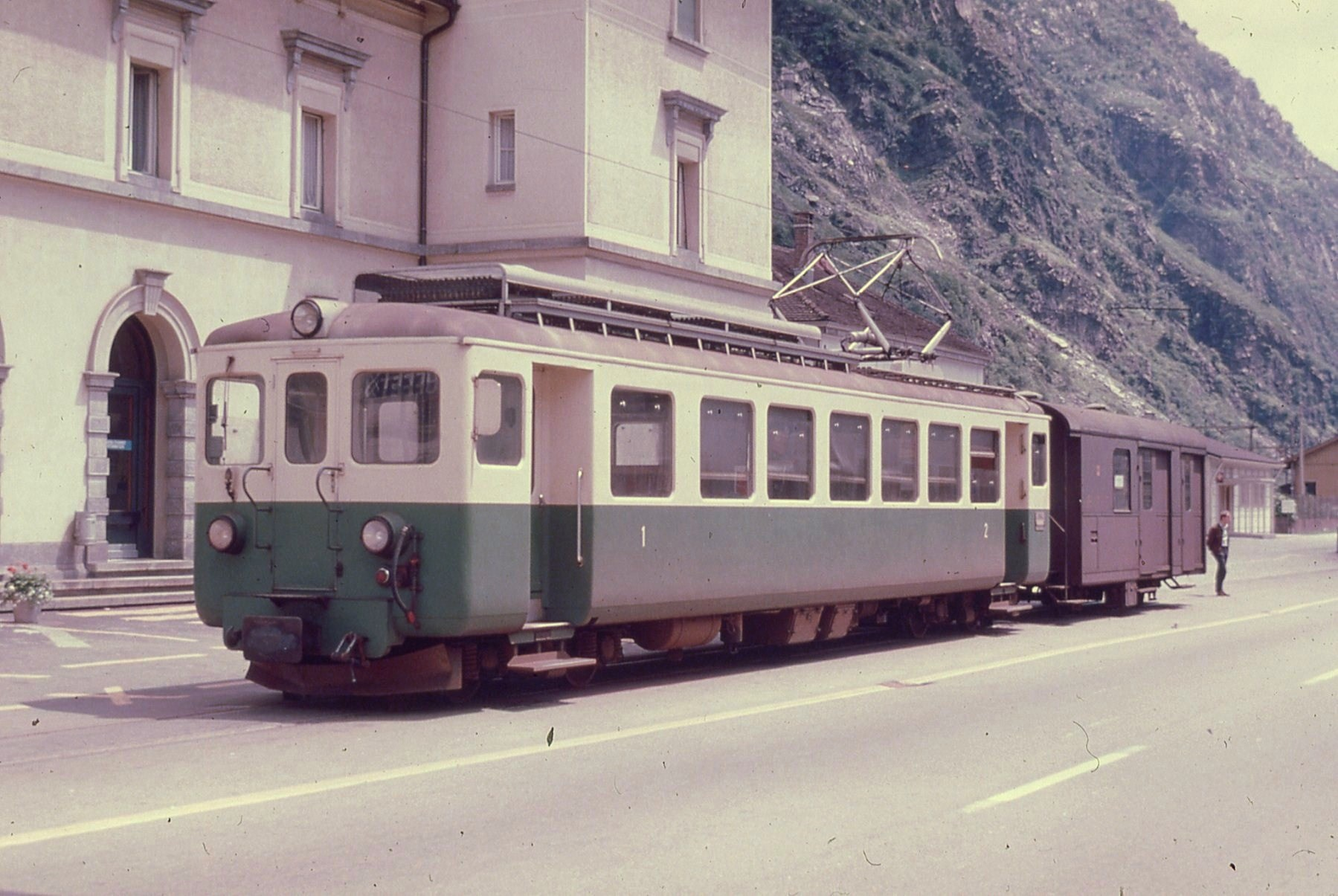
Elektrický vůz dráhy Biasca–Acquarossa (1973)

Biasca se nachází na Gotthardské dráze, významné železniční trati, spojující střední Švýcarsko s kantonem Ticino. Historicky byla místní stanice jednou z nejdůležitějších na celé trati; od zprovozonění Gotthardského úpatního tunelu v roce 2016 byla většina tranzitní dopravy převedena do něj a v Biasce tak zastavují pouze regionální vlaky.
Společnost Autolinee Bleniesi S.A. provozuje (pod záštitou Postauto) autobusovou dopravu z Biascy do údolí Blenio a do obce Riviera. Původně toto spojení zajišťovala železniční trať Biasca–Acquarossa, otevřená roku 1911. Plány na prodloužení trati dále do údolí, až do Olivone (dnešní obec Blenio), padly kvůli špatné celkové hospodářské situaci v lednu 1914. Po první světové válce však dráha prosperovala. S rozšířením automobilů se ale rentabilita a celková situace na trati od roku 1968 zhoršovala a dne 29. září 1973 byl provoz na trati ukončen, koleje byly vytrhány a vozidla prodána nebo sešrotována.
Biasca leží na dálnici A2 (Basilej – Lucern – Lugano – Chiasso). Nejbližším sjezdem je exit 44, nacházející se přímo v obci. Biascou prochází také původní kantonální hlavní silnice č. 2 a začíná zde silnice číslo 416, vedoucí přes 1915 metrů vysoký průsmyk Lukmanier až do Disentisu v kantonu Graubünden.